# Peptostreptococcaceae
Famille
Genres de rang inférieur
Asaccharospora

Clostridioides

Criibacterium

Filifactor

Intestinibacter

Paeniclostridium

Paraclostridium

Peptoanaerobacter

Peptoclostridium

Peptostreptococcus

Proteocatella

Romboutsia

Sporacetigenium

Tepidibacter

Les Peptostreptococcaceae sont une famille de bactéries Gram positives de la classe des Clostridia, parmi lesquels on trouve le genre Clostridioides. Cette famille a été définie par Garrity et al. en 2001.
On observe une surreprésentation de ces bactéries dans le microbiote intestinal de patients souffrant d'un cancer colorectal.

## Liste des genres
Selon BioLib (22 décembre 2019) :
- genre Clostridioides Lawson & Rainey, 2016
- genre Peptostreptococcus

etc.